# Hösing
Hösing ist eine Ortschaft in der Katastralgemeinde Hainberg der Marktgemeinde Hürm in Niederösterreich.

## Geografie
Das Dorf liegt drei Kilometer südlich von Hürm an der Landesstraße L5246 und an der Abzweigung nach Hainberg. Am 1. Jänner 2024 gab es in Hösing 53 Einwohner.

## Geschichte
Bereits im Franziszeischen Kataster von 1821 ist Hösing als kleines Dorf mit einem Vierkanthof und weiteren Gehöften verzeichnet. Im Jahr 1822 wurde der Ort als Dorf mit vier Häusern genannt, das nach Hürm eingepfarrt war, wohin auch die Kinder eingeschult wurden. Die Herrschaft Fridau besaß die Ortsobrigkeit und übte die Landgerichtsbarkeit aus. Die Konskription wurde von der Herrschaft Grünbichl besorgt und die Untertanen und Grundholde des Ortes gehörten den Herrschaften Fridau, Melk, Herzogenburg und der Pfarre St. Margarethen. Laut Adressbuch von Österreich waren im Jahr 1938 in Hösing ein Gastwirt und ein Landwirt mit Direktvertrieb ansässig.